# Teatre (districte de València)
El Teatre fou un antic districte de la ciutat de València existent entre aproximadament la fi del segle XIX i l'any 1939. El districte ocupava els actuals barris de Sant Francesc a Ciutat Vella; La Roqueta a Extramurs; El Pla del Remei, Gran Via i un xicotet tros al nord de Russafa, aquests darrers pertanyents al districte de l'Eixample.

## Seccions censals
- Secció 39: C/ Pelai, 18
- Secció 40: C/ Xàtiva
- Secció 41: C/ Arquebisbe Mayoral
- Secció 42: C/ Sang, 14
- Secció 43: Pl/ Mirasol, 5
- Secció 44: C/ Trànsits, 3
- Secció 45: Pl/ Emilio Castelar
- Secció 46: C/ Pi i Margall, xanflà
- Secció 47: C/ Martí
- Secció 48: C/ Martí
- Secció 49: GV Marqués del Túria, 10
- Secció 50: C/ Colom
- Secció 51: C/ Ciril Amorós, 15
- Secció 52: C/ Hernán Cortés, 16
- Secció 53: C/ Ciscar, 35
- Secció 54: C/ Gravador Esteve, 49
- Secció 55: C/ Bailèn, 36

## Demografia
| Població | 28.614 | 35.646 | 51.610 |

## Representació electoral
La següent taula presenta un resum dels regidors elegits al districte durant les eleccions municipals al tems que va existir el districte.
| Candidatura           | Candidatura | 1901 | 1903 | 1905 | 1909 I | 1909 II | 1911 | 1913 | 1915 | 1917 | 1920 | 1922 | 1931 |
|                       | FR/PURA     | 2    | n/a  | n/a  | n/a    | n/a     | n/a  | n/a  | -    | -    | -    | 1    | 3    |
|                       | PL          | 0    | n/a  | n/a  | n/a    | n/a     | n/a  | n/a  | n/a  | n/a  | n/a  | 1    | -    |
|                       | PC          | 0    | n/a  | n/a  | n/a    | n/a     | n/a  | n/a  | n/a  | n/a  | n/a  | -    | -    |
|                       | CT          | 0    | n/a  | n/a  | n/a    | n/a     | n/a  | n/a  | n/a  | n/a  | n/a  | -    | -    |
|                       | DRV         | -    | -    | -    | -      | -       | -    | -    | -    | -    | -    | -    | 1    |
|                       | Ind.        | 1    | n/a  | n/a  | n/a    | n/a     | n/a  | n/a  | n/a  | n/a  | n/a  | -    | 1    |
| Regidors              | Regidors    | 3    | n/a  | n/a  | n/a    | n/a     | n/a  | n/a  | n/a  | n/a  | n/a  | 2    | 5    |
| Fonts: Las Provincias |             |      |      |      |        |         |      |      |      |      |      |      |      |